# جيف بيكر (لاعب كرة قاعدة)
جيف بيكر (بالإنجليزية: Jeff Baker)‏ هو لاعب كرة قاعدة أمريكي، ولد في 21 يونيو 1981 في باد كيسينغن في ألمانيا.

## وصلات خارجية
- جيف بيكر على موقع دوري كرة القاعدة الرئيسي (الإنجليزية)
- جيف بيكر على موقعبيزبول رفرنس.كوم (الدوري الرئيسي) (الإنجليزية)
- جيف بيكر على موقعبيزبول رفرنس.كوم (الدوري الثانوي) (الإنجليزية)
- جيف بيكر على موقع إي إس بي إن.كوم (أم.أل.بي) (الإنجليزية)
- جيف بيكر على موقع مشجعي الرسوم البيانية (الإنجليزية)